# Aérodrome de Chalais
L’aérodrome de Chalais (code OACI : LFIH) est un aérodrome civil, ouvert à la circulation aérienne publique (CAP), situé à 2 km à l’ouest-sud-ouest de Chalais dans la Charente (région Nouvelle-Aquitaine, France).
Il est utilisé pour la pratique d’activités de loisirs et de tourisme (aviation légère).

## Histoire
Les Ailes chalaisiennes ont été créées en 1958 par la famille Fradon et quelques mordus d'aéronautique.

## Installations
L’aérodrome dispose d’une piste en herbe orientée est-ouest (07-25), longue de 840 m et large de 60.
L’aérodrome n’est pas contrôlé. Les communications s’effectuent en auto-information sur la fréquence de 123,500 MHz.
Une station de carburant répondant aux normes a été installée en mai 2015.

## Activités
- Aéroclub Les Ailes chalaisiennes